# إسقاط ميكروفون

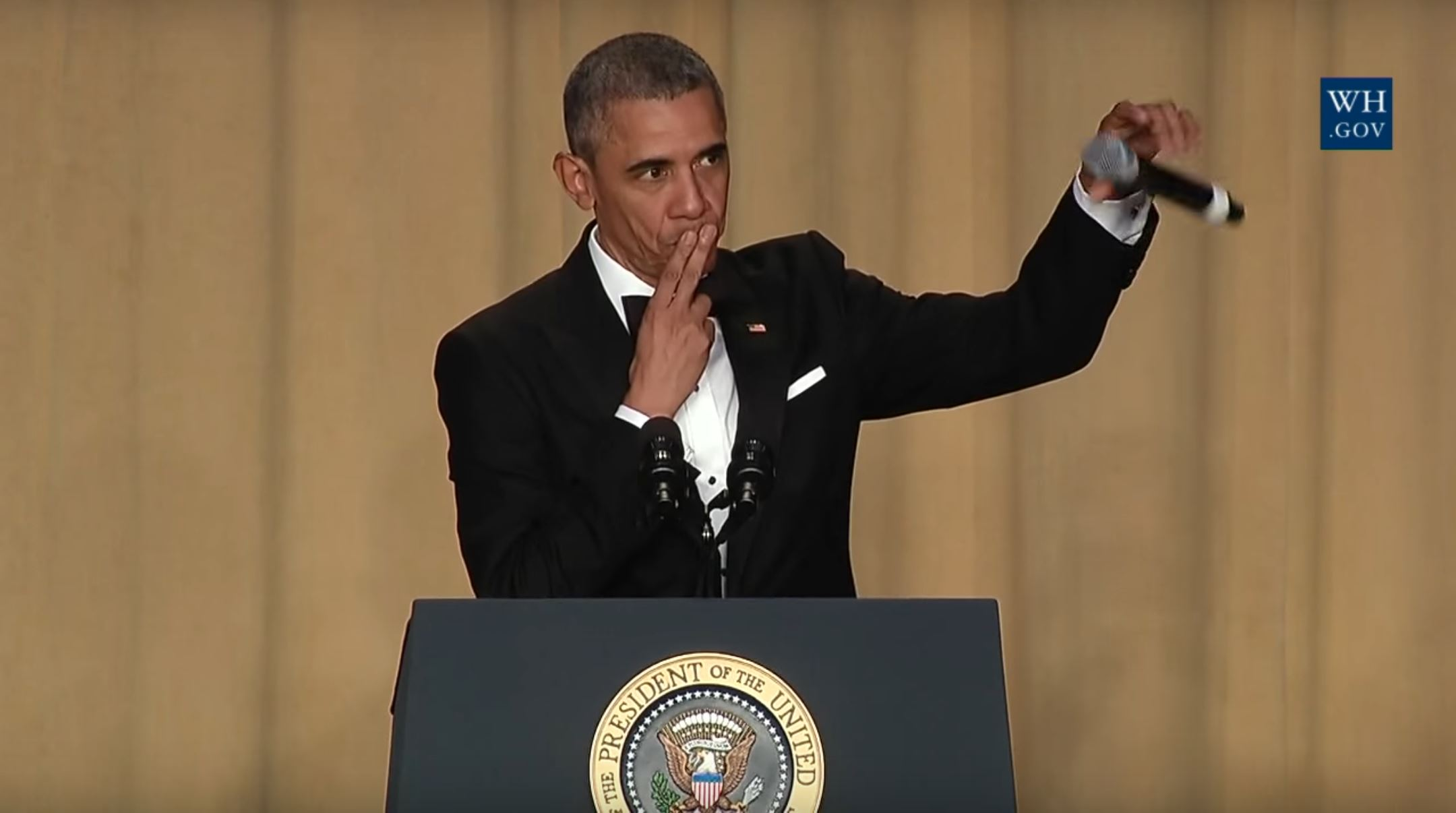
الرئيس باراك أوباما يسقط مكبر الصوت في عشاء المراسلين في البيت الأبيض عام 2016

إسقاط ميكروفون أي مايك دروپ (بالإنجليزية: mic drop)‏ عبارة عن إيماءة فيما يسقط أحدٌ مكبر صوت عن قصد، تعبيرا عن الانتصار. ومجازيا، فإسقاط مكبر الصوت يرمز إلى الانتصار بفعل ناجح ويظهر مزاج متبجح من قبل أحد تجاه تأديته.

## تاريخ
الإيماءة انتشرت في عقد 1980 عندما استخدمها فنانو موسيقى راپ وفكاهيون. ومثال مبكر هو عندما أطاح إيدي ميرفي مكبر صوته في تأديته من نوع فكاهية الوقوف «دليريوس» Delirious عام 1983.
اكتسبت الإيماءة شعبية واسعة منذ 2012. الرئيس الأميركي باراك أوباما أدّى إطاحة مكبر الصوت في أبريل 2012 في برنامج «سهر الليل مع جيمي فالون» (Late Night with Jimmy Fallon)، فتنسب إلى ذلك شعبية الإيماءة كميم. وفي عشاء جمعية المراسلين في البيت الأبيض 30 ديسمبر 2016، الرئيس باراك أوباما ختم تصريحه بكلمتي «أوباما أوت» أي «أوباما خارج» بكلام دارج، ثم حرر مكبر الصوت من قبضه وتركه يطوح من يده.
في 2017، اعترف آر إم قائد فرقة البوب الكوري فتيان بانقتان إن الأغنية «مايك دروپ» من ألبومهم المصغر «أحب نفسك: هي» مستوحاة من تصريح الرئيس أوباما. وهناك استخدام مجازي للإيماءة في فيديو إعلاني لألعاب إنفكتس يشارك فيه أوباما والعائلة الملكية البريطانية.
وشركة غوغل أدخلت وظيفة جديدة في جي ميل يوم 1 أبريل 2016 كنكتة كذبة أبريل وهي تسمح للمستخدم بإرسال صورة من نوع جي آي إف تظهر منيون يسقط ميكروفونا كرد على أية رسالة إلكترونية. وهذه الوظيفة تمانع المستخدم من رؤية أية رسائل متلاحقة أرسلها من استلم المنيون. والوظيفة هذه ألغيت بعد ساعات فقط بعدما استلمت اشتكاكات من بعض المستخدمين، وأفاد بعض منهم أنهم فقدوا وظائفهم نتيجة لاستعمال المنيون عن خطأ.